# The Number of the Beast
The Number of the Beast är den brittiska heavy metal-bandet Iron Maidens tredje studioalbum. Det gavs ut den 22 mars 1982 i Storbritannien.

## Låtlista
1. Invaders (Harris) 3:25
2. Children of the Damned (Harris) 4:35
3. The Prisoner (Smith, Harris) 6:04
4. 22 Acacia Avenue (Harris, Smith, (Murray) 6:37
5. The Number of the Beast (Harris) 4:48
6. Run to the Hills (Harris) 3:54
7. Gangland (Smith, Burr) 3:48
8. Hallowed Be Thy Name (Harris) 7:14

På cd-utgåvan 1998 inkluderades Total Eclipse (Harris/Murray/Burr) som låt 8 innan Hallowed Be Thy Name som då blev låt 9. 

## Banduppsättning
- Bruce Dickinson - sång
- Steve Harris - bas
- Dave Murray - gitarr
- Adrian Smith - gitarr
- Clive Burr - trummor

## The Number of the Beast

### Ny sångare
The Number of the Beast är det första Iron Maiden-albumet med Bruce Dickinson som sångare. Med den ökade framgången bokade bandet in allt längre turnéer, vilket orsakade problem för sångaren Paul Di'Anno. Han kedjerökte, drack konjak och blev alltmer beroende av kokain och amfetamin vilket skadade både sångröst och ork. Bandet tvingades ställa in flera konserter och en hel inbokad Tysklandsturné under Killer World Tour, och Di'Anno fick slutligen sparken i oktober 1981. Då hade bandet redan värvat Bruce Dickinson från Samson, som de vänt sig till i slutet av augusti 1981.

### Inspelning
Albumet producerades av Martin Birch och spelades in Battery Studios i nordöstra London under fem veckor från januari till februari 1982. Deadline var satt till bandets inbokade turné som skulle starta den 25 februari, vilket enligt Steve Harris innebar en stressig inspelning. Allt existerande låtmaterial var uttömt på Iron Maiden (1980) och Killers (1981), vilket innebar att bandet för första gången behövde börja från noll med låtskrivandet och göra ett nytt album från grunden. Det bestämdes tidigt att albumet skulle heta The Number of the Beast, efter en av de nya låtar som Harris hunnit längst med.
Med Dickinsons större sångregister kunde man skriva mer komplicerade låtar, vilket Harris alltid hade eftersträvat. Dickinson själv var ofrivilligt hindrad från att officiellt delta i låtskrivandet på grund av kvardröjande kontrakt med Samson, men närvarade ändå under skapandeprocessen. Exempelvis kompade han Smith och Harris på trummor i replokalen när de arbetade fram The Prisoner.

### Låtdetaljer
Harris skrev de flesta låtarna för albumet. Öppningsspåret Invaders är en omarbetad och omskriven version av en av hans tidigaste låtar, Invasion som finns inkluderad som b-sida med på singeln Women in Uniform. Texten handlar om vikingar som anfaller England. 
Adrian Smith kände sig inspirerad av Dickinson som ny sångare och bidrog för första gången till Iron Maidens låtskrivande med The Prisoner tillsammans med Harris och Gangland tillsammans med Clive Burr. 22 Acacia Avenue var ursprungligen skriven för Smiths tidigare band Evil Ways, men omarbetades tillsammans med Harris till Iron Maidens version.
Children of the Damned är baserad på skräckfilmen med samma namn från 1964.
The Prisoner är baserad på tv-serien med samma namn och det talade introt är hämtat därifrån. Iron Maidens manager Rod Smallwood var tvungen att ringa skådespelaren Patrick McGoohan och be om tillåtelse att använda hans röst, vilket han kortfattat sa ja till.
22 Acacia Avenue är en fortsättning på berättelsen om Charlotte the Harlot från Iron Maiden (1980), och i skivkonvolutet hade den undertiteln "The Continuing Saga of Charlotte the Harlot".  
The Number of The Beast refererar till Djävulens tal 666 som anges i Uppenbarelseboken i Bibeln. Låten inspirerades av en mardröm som Steve Harris efter att ha sett skräckfilmen Damien: Omen II.
Gangland är en av endast två låtar där Clive Burr bidrog som låtskrivare. Den andra låten han hjälpte att skriva var Total Eclipse. Harris har senare sagt att han hellre hade inkluderat Total Eclipse på albumet istället för Gangland, men Total Eclipse hamnade istället som b-sida på Run to the Hills-singeln. Total Ecplise skulle senare inkluderas i cd-utgåvan 1998.

### Omslaget
Omslaget är gjort av Derek Riggs och skapades ursprungligen för singeln Purgatory från Killers (1981), men Rod Smallwood ansåg att det var starkt nog att sparas till nästa albumomslag. 
Det föreställer Satan som styr en liten figur av bandmaskoten Eddie med marionettrådar, samtidigt som en större Eddie styr Satan med marionettrådar. Enligt Smallwood är idén "vem är egentligen den onde, och vem manipulerar vem?" Enligt Riggs är marionettrådarna inspirerade av en liknande bild i en serietidning med Doctor Strange från 1960-talet, medan skildringen av helvetet är baserad på medeltida målningar.
Originalet från 1982 har blå bakgrund, vilket var ett misstag från tryckeriet, och på nyutgåvan 1998 är bakgrunden svart.
The Number of the Beast var det första Iron Maiden-albumet som även släpptes i picture disc-format.

### Singlar
- Run to the Hills - Släppt som singel den 12 februari 1982. Nådde sjunde plats på brittiska singellistan.
- The Number of the Beast - Släppt som singel den 26 april 1982. Nådde artonde plats på brittiska singellistan.

## Mottagande
The Number of the Beast blev en stor succé och blev Iron Maidens första listetta den brittiska albumlistan. Singeln Run To The Hills hamnade på sjunde plats på engelska singellistan och titelspåret på artonde plats. På amerikanska Billboardlistan hamnade Hallowed Be Thy Name på femtionde plats på listans rockavdelning. Albumet nådde en trettiotredje plats och sålde guld 1983 och året efter sålde den platina.

## Turné
Turnén som följde kallades The Beast on the Road och pågick mellan februari och december 1982 med totalt 188 konserter.
Sex av albumets åtta låtar har framförts live. De låtar som aldrig framförts live är Invaders och Gangland. I november 2019 påstod dock Harris i en intervju i Eddie Trunk Podcast att Invaders faktiskt spelats live.
The Number of the Beast, Run to the Hills och Hallowed Be Thy Name tillhör bandets fem mest spelade låtar live, och The Number of the Beast har spelats på nästan varenda Iron Maiden-konsert sedan 1982.

## Kuriosa
Termen "The Beast" har återanvänts på flera samlingsskivor och dvd:er, som Best of the Beast, Beast over Hammersmith och Visions of the Beast.
Metal-Rules.com utsåg albumet till alla tiders näst bästa heavy metal-album.
2001 gjordes en dokumentär om inspelningen av albumet i serien Classic Albums.
2001 skrev tidningen Q att The Number of The Beast var en av de 50 hårdaste albumen genom tiderna.
The Number of the Beast var det första Iron Maiden-albumet som inte hade någon instrumental låt.

## Kontroverser
I USA orsakade albumtiteln moralpanik hos kristna grupper, som felaktigt tolkade Iron Maiden som satanister och brände skivan i protest. Så sent som 1988 kallades Iron Maiden för satanister i Dagens Nyheter, med rubriken "Satanister på väg till Sverige".
Enligt den officiella historien från Iron Maiden var Bruce Dickinson ofrivilligt hindrad från att delta i låtskrivandet på grund av pågående kontraktstrider med Samson. Senare inofficiella biografier har däremot påstått att han faktiskt var starkt bidragande till låtskrivandet, i synnerhet till Children of the Damned, The Prisoner och Run to the Hills. Men enligt Steve Harris började Dickinson inte skriva låtar med bandet förrän på Piece of Mind (1983) och enligt Adrian Smith skrev Harris sina låtar helt själv och hade dem helt färdigarbetade ner till exakta bestämmelser om sång och gitarrsolon.
Under 2016 stämdes Iron Maiden av den pensionerade musikmanagern Barry McKay som ansåg att Hallowed Be Thy Name (och The Nomad från Brave New World stulit från låten Life's Shadow som gavs ut 1974 av det brittiska proggbandet Beckett. Becketts sångare Terry Slesser provsjöng för Iron Maiden när Paul Di'Anno skulle avskedas 1981, och han var vän med Steve Harris och Dave Murray. 2018 slutade rättstvisten med förlikning då Iron Maiden bekräftade att Hallowed Be Thy Name innehöll referenser till Becketts låt, och Steve Harris och Dave Murray betalade 100 000 brittiska pund till Becketts låtskrivare Brian Quinn.